# Mont Maru (Hiroo)
Pour les articles homonymes, voir Mont Maru et Mont Maru (Esan).
Le mont Maru (丸山, Maru-yama) est une colline culminant à 117 m d'altitude dans les monts Hidaka en Hokkaidō au Japon. Il fait partie du parc forestier du mont Maru (丸山公園) à Hiroo.